# Jean-Michel Coulon
Jean Michel Coulon (Burdeos, 1920 - París, 2014) fue un pintor francés de la Nueva Escuela de París que tuvo la particularidad de haber mantenido su obra –más de 600 lienzos– casi secreta durante la mayoría de su vida de artista. Expuso en 1949 y 1950 en la galería Jeanne Bucher de París y en 1971 en Bruselas.
Muy involucrado en la sociedad artística de los años cuarenta y cincuenta, entre sus amistades se encontraron Nicolas de Staël, Serge Poliakoff, André Lanskoy, Maria Helena Vieira da Silva, e incluso Picasso. Tuvo una relación muy cercana con su cuñado Olivier Debré, pero pasado un tiempo se aisló hasta tal punto que las únicas veces que hizo pública su opinión fue respecto a sus obras.
Es nieto de Georges Coulon, vicepresidente del consejo de Estado de 1898 a 1912, y el bisnieto de Eugene Pelletan y Eugene Scribe.

## Biografía
Nació en Burdeos el 10 de octubre de 1920.
Años 30: Curso la escuela secundaria en el instituto Jean-de-Sailly y preparatoria en Henri-IV. Emprende numerosos viajes durante su juventud, uno de ellos a Alemania de donde regreso bilingüe, después de su bachillerato va a Italia con su amigo y futuro cuñado Olivier Debré, y a lo largo de sus viajes por las costas atlánticas y mediterránea de África del Norte a bordo de barcos de mercenarios en los cuales consigue a embarcar sin gastos trabajando ahí. Es testigo de los movimientos de las ideologías fascistas: percibe a Hitler en Berlín luego Mussolini en Roma.
1943 : El servicio de trabajo obligatorio fue implementado por el régimen de Vichy en este año, y entonces Jean-Michel Coulon decidió dejar París y se procura una falsa carta de identidad. Se va con Olivier Debré refugiarse a Megeve. Es durante este periodo que los dos amigos eligen consagrarse en la pintura.
1944: Jean-Remi Coulon – 19 años, hermano de Jean-Michel, en este tiempo cursaba la preparatoria en el instituto Janso-de-Sailly, es ejecutado por los alemanes en la granja del By en el Loiret.
1945: Comenzó a exponer a menudo en los Salones (Réalités Nouvelles, Salon de Mai).
1949: Encontró a su futura esposa, Caroline Garabedian, violinista americana recién llegada para estudiar en el Conservatorio de París. Aprende rápidamente el inglés. Expone en grupos en la galería Jeanne Bucher en París, con Braque, Picasso, Klee, Lurçat, Laurent, Nicolas de Staël, André Lanskoy, Maria Helena Vieira da Silva, Reichel, Bauchant, Manessier, Chapoval, Déchelette, Szenes y Kandinsky.
1950: Expone solo, todavía en la galería Jean Bucher. El libro de oro de la exposición refleja a la presencia de numerosos pintores hoy célebres, como por ejemplo Rothko, Lanskoy, Deyrolle, Arnal, Vieillard, Szenes y Vieira da Silva por enumerar algunos. Participa en la exposición de grupo de Nueva York “Young Painters from US and France” en la galería Sidney Janis particularmente con Nicolas de Staël y Pierre Soulages. Después de haber obtenido una beca del gobierno francés, se alojó 3 meses a la Casa de Descartes en Ámsterdam. Se familiariza con los pintores clásicos holandeses y se entera de neerlandés.
1952: Su segundo hermano Jean-François – 25 años, oficial del ejército del Aire - se estrelló en un avión durante una misión en Túnez en un día con mucha niebla.
1953: Se casó con Caroline Garabedian.
1955: Un incendio arrasó su casa y su taller de Saint-Jean de Braye, cerca de Orléans. Un número importante de cuadros están perdidos.
1956: Se quedó 2 meses en Estados Unidos y descubre las grandes metrópolis, como Nueva York que le fascina. Este viaje es el primero de una larga lista que constituye, poco a poco, esto le sirve de inspiración para su pintura.
1957: Nacimiento de su única hija.
1968: Después de la salida de Francia del mando integrado por la OTAN, se traslada a Bruselas con su mujer que trabaja en la sede de la organización. Se quedarán allí hasta 1998. Desde Bruselas, la familia recorre todos los países de Europa en coche para inculcar la cultura y el arte. Sin tregua, Jean-Michel Coulon visita iglesias, museos, exposiciones, castillos y ruinas.
1971 : Su exposición a la galería Regencia de Bruselas, organizada por el galerista Michel Vockaer es un éxito total. Dieciocho lienzos son vendidos. Debía tener allí una serie de tres exposiciones, pero solo la primera se efectuó: Jean-Michel Coulon supone que jamás estará listo para los cuadros siguientes.
1999 : Se queda a vivir en París cerca de la casa de Honorato de Balzac. No renueva lazos con las galerías parisinas. Queda discreto, casi secreto. Se va a su taller cada tarde y orienta su trabajo de la pintura hacia el encolado, que realiza sobre antiguas lienzos de los años 50 y 60.
2012: Su salud se deteriora y después de una hospitalización larga, es condenado a quedarse en silla de ruedas. Este estado le impide irse a su taller, vuelto inaccesible y quedado inviolado hasta su muerte. Continúa componiendo encolados en su apartamento, sobre hojas de papel. Su espíritu se quedó vivo y pertinente, trabajaba hasta sus últimos días y siempre con colores tornasolados.
2014: Jean-Michel Coulon falleció en París el 25 de octubre, a la edad de 94 años. Reposa en el feudo familiar de Saint-Georges-de-Didonne, en Charente-Maritime.

## Descripción de la obra
Jean-Michel Coulon pintó en secreto hasta su muerte a finales de 2014: no dejaba a nadie penetrar en su taller y jamás evocaba su pintura, hasta a sus allegados.
Más de 600 cuadros fueron descubiertos al día siguiente de su muerte en el momento de la apertura de su estudio que él mismo no pudo visitar durante mucho tiempo debido a que perdió el uso de sus piernas  
A causa del descubrimiento reciente y de la ausencia de comentarios dejados por el artista, la visión general de la obra de Jean-Michel Coulon es en construcción y esta sujeta a discusión.
Los principales puntos de reflexión conciernen particularmente: 
- El posicionamiento de Jean-Michel Coulon en la historia del arte del siglo XX y con relación a los pintores a los que frecuenta después de la Segunda Guerra Mundial (Nicolas de Staël, María Helena Vieira da Silva, André Lanskoy y Olivo Debré, entre otras cosas). La evolución de su pintura (formas, colores, soporte) en los 70 años de su vida de artista. El impacto de los dramas de su vida sobre sus elecciones artísticas (particularmente la muerte brutal de sus dos hermanos en 1944 y 1952 y el incendio de su casa y de algunas de sus obras en 1955). El secreto que rodeaba su paso artístico. La posibilidad de buscar una llave de comprensión de la obra en la correspondencia en el momento de sus viajes, particularmente en los Estados Unidos y en Italia.

La historiadora del arte Lidia Harambourg trajo varios elementos de respuesta en una primera monografía de Jean-Michel Coulon (publicada en junio de 2018).

## Exposiciones
- 1949 : Exposición de grupo a la galería Jeanne Bucher a París
- 1950 : Exposición a la galería Jeanne Bucher a París
- 1950 : Exposición en grupo a Nueva York a la galería Sidney Janis
- 1971 : Exposición a la galería Régence a Bruselas